# Hadsund Havn
Hadsund Havn lokalt også Trafikhavnen er en tidligere erhvervs- og trafikhavn i Hadsund aktiviteten ophørte 31. december 2006, ved en nedlæggelse af Trafikhavnen. Byrådet havde besluttet at havnen måtte vige pladsen for udvikling af havneområdet med boliger og mindre erhverv Selve Havnen består af en 210 m lang kaj ud mod Mariager Fjord som blev brugt af erhvervs- og trafikskibe. Øst for kajen findes en 46 m lang træbro (Andersens Bro) ud mod fjorden til større lystbåde. På havnen ligger kontorfællesskabet Ved Havnen og restauranten Davinci.
Mariagerfjord Kommune har ansvaret for havnen. Derfor er der indgået en aftale med Hadsund Sejlklub som står for administration af gæstesejlere i Hadsund Havn. Sejlklubben opkræver havneafgift på havnearealet. Mariagerfjord Kommune kan arrangerer events, arrangementer, gæsteophold, hvor gæsteafgiften helt bortkommer.
Der er de seneste år foregået en byfornyelse på havneområdet. I 2003-2006 ryddede daværende Hadsund Kommune Havnepladsen som rummede en del industribygninger. Det skete for at kunne bygge boliger på området, men det viste sig at det var vanskeligt at gøre de eksisterende planer til virkelighed. I 2015 etablerede man en 70 meter lang kanal kaldet Havnekanalen igennem havneområdet.
I perioden 2007-2017 foregik Hadsunds årlige byfest; Waterfestival på havnearealerne. Man valgte i 2017 at holde en pause i nogle år, grundet manglende omsætning de seneste år grundet manglende publikums- og sponsorinteresse.

## Historie
Havnen blev anlagt i 1860-1861 som aflastning for det lille færgeleje. Havnen blev anlagt med speciel skibsbro til Københavndamperen Ydun, der hidtil havde måtte tage passagerer fra Hadsund om bord via en jolle, der sejlede ud fra færgestedet. Damperen indstillede sin sejlads i 1956, men den vestlige del af havnen kaldes stadig Københavnerhovedet.
I 1928 blev der anlagt en 513 m lang havnebane som gik fra Hadsund Nord Station til Hadsund Havn og dens industrier. Havnen blev dermed forbundet til Aalborg og Randers. På havnen var der to spor det ene kan stadig ses ved havnens vestlige del. Hadsund Havnebane blev nedlagt 31. marts 1969 sammen med Aalborg-Hadsund Jernbane og Randers-Hadsund Jernbane.
I 2003 begyndte Hadsund Kommune tvivle på om Hadsund Havn var udviklet nok til rolle i et fremtidigt trafikbillede. Nordjyllands Amt havde sagt nej til at man kunne anlægge en ny vej fra Hadsund Havn til Randersvej som var en amtsvej. Erhvervslivet i byen havde ikke den store interesse i at benytte havnen. Samtidig ønskede kommunen ikke at havnen vil blive oplagsplads for skibe.

## Havnepladsen
Havnepladsen på Hadsund Havn udgør ca. 5,4 ha. Den er mod syd afgrænset af fjorden, mod øst af Himmerlandsgade/Randersvej, mod nord af Storegade og mod vest af Skovvej og Strandvej.
Havnepladsen rummede tidligere tømmerhandel, færgegård og falckstation. Pladsen har siden 2006 været ryddet for bygninger. Tilbage i 2007 var der ønske om at skabe et rekreativt bymiljø, men det har vist sig at være vanskeligt at gøre de eksisterende planer til virkelighed.
I 2013 udarbejdede Mariagerfjord Kommune en lokalplan for havnen og havnepladsen. Det nye område skulle efter planen kommer til at rumme både boliger, dagligvarebutikker en bypark, og mindre erhverv.
De første skridt mod en ny bydel på havneområdet blev taget af den gamle Hadsund Kommune i 2003, men det viste sig at være lidt af en udfordring. I 2006 prøvede Hadsund Kommune for første gang at sælge grunde til investorer i et projekt, der omfattede højt boligbyggeri og flere lange og dybe kanaler ind i området. Ingen ville købe. Efter Strukturreformen i 2007 forsøgte den nye Mariagerfjord Kommune med et nyt udbud, men finanskrisen satte en stopper for projektet. I 2015 påbegyndtes etablering af af en havnekanal - i en noget mindre udgave end oprindelig udgave fra 2003. I 2019 gik kommunen i gang med at forskønne hele havneområdet for tre millioner, mens man venter på investor som vil investere i området. I 2020 er kommunen klar til et nyt udbud.

### Labyrinten på Havnen
I oktober 2022 blev der præsenteret et projekt bestående af 13 meter høj labyrint, 13 gangbroer med forskellige forhindringer, en totallængde på 107 meter og en 9 meter lang rutsjebane. Initiativ er kommet fra en række lokale drivkræfter som har skudt penge i projektet, heriblandt Spar Nord Fonden, Spar Nord Hadsund, og Hadsund Håndværker og Borgerforening.
Projektet er opdelt i to dele, hvor den første er labyrinten og den anden en handicapvenlig legeplads. Det er efter planen, at første del skal stå færdig i slutningen af 2023. Foreningerne bag har via fonde, og Mariagerfjord Kommune skaffet 1,5 ud af 3,5 millioner kroner som projektet koster.

### Brolandingen Havnepark
I 2023 modtog man 5 mio. danske kroner fra Realdania og Ny Carlsbergfondet. Pengene skal bruges til skabe et nyt parklandskab ved brolandingen umiddelbart lige øst for Hadsund Havn. Parken skal være med til trække fjordlandskabet ind i byen. Den nye Havnepark skal give borgere og besøgende et nyt lærings- og opholdsrum, hvor vandet og fjordens dyreliv kan opleves. Parken skal binde by og fjord tættere sammen og som kan formidle byens identitet.
Projektet, der kaldes Brolandingen, er ét ud af i alt ni projekter i de danske landkommuner, som er blevet udvalgt af forening Realdania og Ny Carlsbergfondet til at modtage 5 mio. danske kroner i støtte til at gøre ideer til virkelighed med hjælp fra kunst og arkitektur. Projektet ventes at være klar til realisering i løbet af 2024-25.

## Øvrige Havne
Hadsund Lystbådehavn blev anlagt i 1959, lystbådehavn ligger 550 meter vest for Hadsund Havn. Den har 125 fastlæggende både. Lystbådehavnen ejes af Hadsund Sejlklub og består af et 130 m langt og ca. 40 m bredt bassin og et mindre bassin.
Hadsund Fiskerihavn ligger 800 meter øst for Hadsund Havn, den blev anlagt i 1937 af Hadsund Fiskeriforening. Havnen mistede sin betydning og er i dag hovedsagen rammer om et rekreativt område. Foran molerne ligger stadig pladsen, hvor garnene blev bødet og barket. Fiskehavnen ejes af Mariagerfjord Kommune, består af 2 bassiner.

## Galleri
- Hadsund Havn set i 1970.
- Bassinet i Havnekanalen.
- Havnepladsen i 2014.
- Havnevej i 2014.
- Nordic Chantal ligger til kaj i Hadsund Havn i 2015.
- Havnen ved Davinci, til venstre ses Andersens Bro.
- På Havnen ses det stadig tydeligt hvor Havnebanen gik.

## Fodnoter
- Wikimedia Commons har flere filer relateret til Hadsund Havn

1. ↑   Farvel til Trafikhavnen. Nordjyske d. 30. december 2006 s. 5
2. ↑  "Det Dannske Havnelods - Hadsund Havn". Arkiveret fra originalen 29. november 2014. Hentet 3. juni 2014.
3. ↑  Hadsund Sejlklub
4. ↑  Byrådet havde arbejdstøjet på til det sidste Nordjyske 26. oktober 2006,
5. ↑  Havnekanalen Fjordavisen. Hentet 22-2-2020
6. ↑  Waterfestival i Hadsund kaster anker for en tid Nordjyske. Hentet 19-3-2020
7. ↑  Hadsund Havn i Den Store Danske, Gyldendal. Hentet 22. marts 2019
8. 1 2  Publikation fra Hadsund Turistforening, juli 1999, tekst af museumsinspektør Lise Andersen
9. ↑  Hadsund Havnebane Havnebane.dk. Hentet 21.2.2020
10. ↑  Hadsund Havnebane Nordjyllands jernbaner. Hentet 21.2.2020
11. ↑  Politisk enighed på havnefronten Arkiveret 19. marts 2020 hos  Wayback Machine Nordjyske. Hentet 19-3-2020
12. ↑  "Byrådet, 29. august 2013 - Forslag til Lokalplan 61/2013 for Hadsund Havn - vest". Arkiveret fra originalen 11. januar 2014. Hentet 22. februar 2020.
13. ↑  "Mariagerfjord kommuneplanforslag 2013-2025. S. 67". Arkiveret fra originalen 23. oktober 2013. Hentet 22. februar 2020.
14. ↑  Livstegn ved kanalen: Nu sker der noget i Hadsund Nordjyske. Hentet 29-3-2020
15. ↑  13 meter høj børneattraktion på vej til nordjysk by - den første af sin slags i Danmark TV2 Nord. Hentet 04-09-2023
16. ↑  Hadsund vil skabe ny og anderledes attraktion Spar Nord. Hentet 04-09-2023
17. ↑  Hadsund får en park til fem mio. kr. - vandet trækkes ind ligeher.] Hentet 04-09-2023
18. ↑  Kunst og arkitektur skal løfte ni udvalgte steder fra Rødby til Skagen. realdania. Hentet 04-09-2023
19. ↑  Havnepark i Hadsund får fem fondsmillioner Mariagerfjord Kommune. Hentet 04-09-2023
20. ↑  Hadsund Lystbådehavn Arkiveret 22. marts 2019 hos  Wayback Machine på visitmariagerfjord.dk
21. ↑  "Den danske Havnelods - Hadsund Lystbådehavn". Arkiveret fra originalen 29. november 2014. Hentet 3. juni 2014.
22. ↑  "Den danske Havnelods - Hadsund Fiskehavn". Arkiveret fra originalen 29. november 2014. Hentet 3. juni 2014.

56°42′47.87″N 10°6′46.88″Ø / 56.7132972°N 10.1130222°Ø